# コンセプシオン・ロドリゲス
コンセプシオン・ロドリゲス（Concepcion Rodriguez、1986年9月19日 - ）は、パナマ共和国・チェポ出身のプロ野球選手(外野手)。右投右打。

## 経歴
2009年開幕前の3月に、第2回WBCのパナマ代表に選出された。
2012年11月に、母国パナマで行われた第3回WBC予選のパナマ代表に選出され、2大会連続2度目の選出を果たした。

## 詳細情報

### 代表歴
- 2009 ワールド・ベースボール・クラシック・パナマ代表
- 2013 ワールド・ベースボール・クラシック・パナマ代表